# Município de Lawrence (condado de Lawrence, Ohio)
O município de Lawrence (em inglês: Lawrence Township) é um município localizado no condado de Lawrence no estado estadounidense de Ohio. No ano de 2010 tinha uma população de 2.579 habitantes e uma densidade populacional de 29,84 pessoas por km².

## Geografia
O município de Lawrence encontra-se localizado nas coordenadas 38° 33′ 24″ N, 82° 32′ 09″ O. Segundo o Departamento do Censo dos Estados Unidos, o município tem uma superfície total de 86.42 km², da qual 86.33 km² correspondem a terra firme e (0.1%) 0.09 km² é água.

## Demografia
Segundo o censo de 2010, tinha 2.579 habitantes residindo no município de Lawrence. A densidade populacional era de 29,84 hab./km². Dos 2.579 habitantes, o município de Lawrence estava composto pelo 99.15% brancos, o 0.08% eram afroamericanos, o 0.04% eram amerindios, o 0.04% eram asiáticos, o 0.04% eram insulares do Pacífico, o 0.16% eram de outras raças e o 0.5% pertenciam a dois ou mais raças. Do total da população o 0.27% eram hispanos ou latinos de qualquer raça.